# Giải Dirk Brouwer (Hội Du hành Không gian Mỹ)
Giải thưởng Dirk Brouwer (Dirk Brouwer Award) được Hội Du hành Không gian Mỹ thiết lập để vinh danh những đóng góp kỹ thuật nổi bật cho ngành cơ học du hành không gian (space flight mechanics) và động lực học thiên thể (astrodynamics) và công nhận vai trò nổi bật của Dirk Brouwer trong cơ học thiên thể và ảnh hưởng rộng lớn của ông đối với các nhân viên về động lực học thiên thể và du hành không gian.
| Năm  | Người nhận giải    |
| ---- | ------------------ |
| 1972 | Theodore Edelbaum  |
| 1973 | John Breakwell     |
| 1974 | Howard Tindall Jr. |
| 1975 | Robert M. L. Baker |
| 1976 | Barbara C. Johnson |
| 1977 | Ronald L. Berry    |
| 1978 | Không có giải      |
| 1979 | Angelo Miele       |
| 1980 | Paul Herget        |
| 1981 | Victor Szebehely   |
| 1982 | Thomas R. Kane     |
| 1983 | Giuseppe Colombo   |

| Năm  | Người nhận giải    |
| ---- | ------------------ |
| 1984 | Robert Farquhar    |
| 1985 | Không có giải      |
| 1986 | Andre Deprit       |
| 1987 | John L. Junkins    |
| 1988 | Richard W. Longman |
| 1989 | Peter M. Bainum    |
| 1990 | Jer-Nan Juang      |
| 1991 | Không có giải      |
| 1992 | Antonio L. Elias   |
| 1993 | Robert D. Culp     |
| 1994 | John E. Prussing   |
| 1995 | Byron D. Tapley    |

| Năm  | Người nhận giải      |
| ---- | -------------------- |
| 1996 | Richard H. Battin    |
| 1997 | Gerald R. Hollenbeck |
| 1998 | George H. Born       |
| 1999 | Shannon L. Coffey    |
| 2000 | Malcolm D. Shuster   |
| 2001 | Paul J. Cefola       |
| 2002 | Roger A. Broucke     |
| 2003 | David W. Dunham      |
| 2004 | Kathleen Howell      |
| 2005 | F. Landis Markley    |
| 2006 | Nguyễn Xuân Vinh     |
| 2006 | Bernard Kaufman      |